# Вильерс, Эдвард Хайд, 5-й граф Кларендон

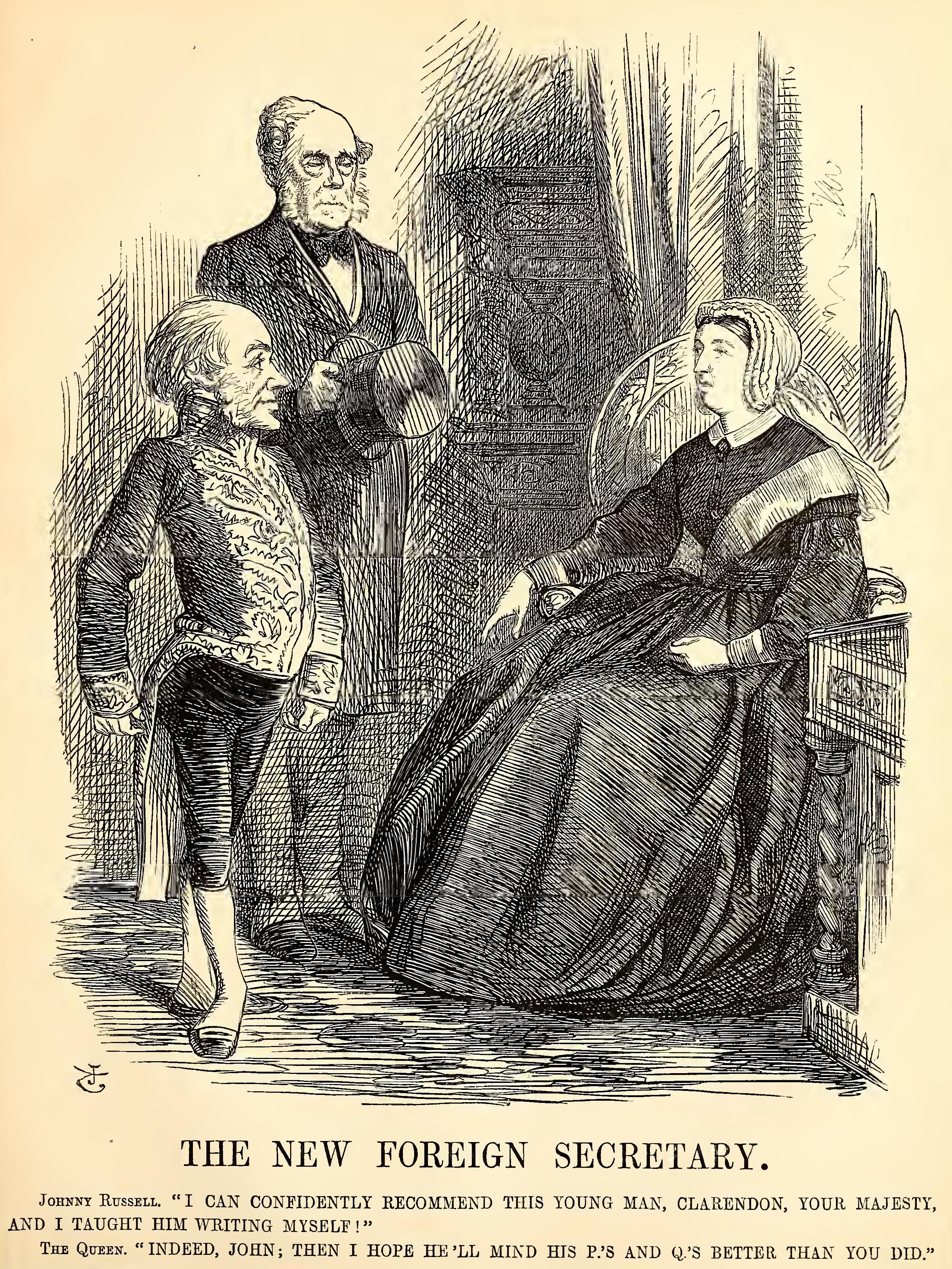
Эдвард Вильерс, 5-й граф Кларендон в 1865 году, Punch

Эдвард Хайд Вильерс, 5-й граф Кларендон(11 февраля 1846 — 2 октября 1914) — британский дворянин и политик из семьи Вильерс. Он носил титул учтивости — лорд Хайд с 1846 по 1870 год. Он занимал пост лорда-камергера двора в 1900—1905 годах.

## Происхождение и образование
Родился 11 февраля 1846 года в Дублине (графство Дублин). Второй сын известного государственного деятеля-либерала Джорджа Вильерса, 4-го графа Кларендона (1800—1870), и его жены леди Кэтрин Гримстон (1810—1874), дочери Джеймса Гримстона, 1-го графа Верулама (1775—1845). Он получил образование в школе Харроу и Тринити-колледже в Кембридже.

## Политическая карьера

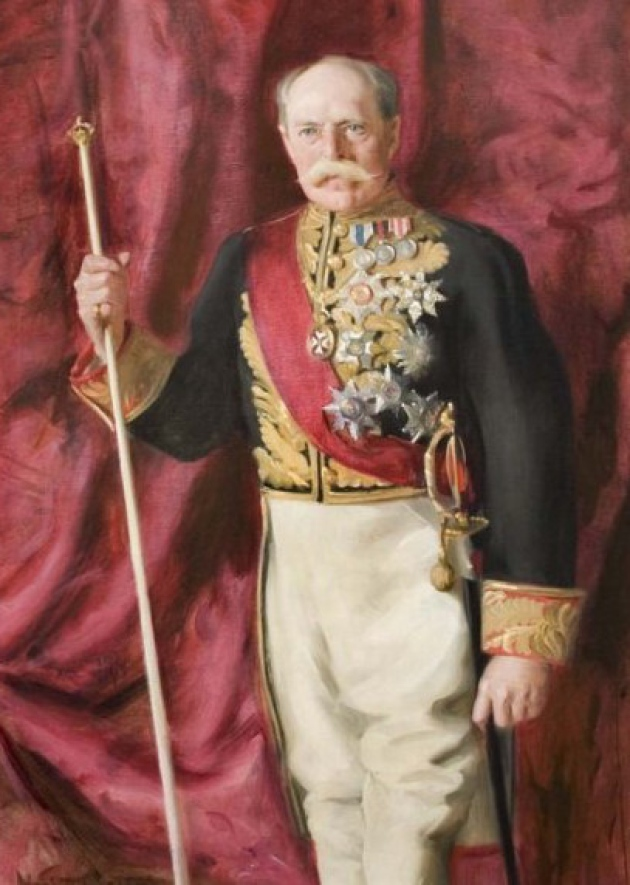
Портрет графа Кларендона в мундире лорда-камергера, около 1902 года.

Эдвард Хайд Вильерс был избран в парламент от Брекона в 1869 году, и это место он сохранял до следующего года, когда он сменил своего отца на посту 5-го графа Кларендона и занял свое место в Палате лордов. В 1895 году он был назначен лордом в ожидании в юнионистской администрации лорда Солсбери и занимал эту должность до 1900 года, когда он был повышен до лорда-камергера и принят в Тайный совет. Он сохранил этот пост и тогда, когда Артур Бальфур стал премьер-министром в 1902 году. Правительство ушло в отставку в декабре 1905 года, и графу Кларендону так и не удалось вернуться на свой пост.
Помимо своей политической карьеры, лорд Кларендон присоединился к Хартфордширскому йоменри в качестве квартирмейстера войск в 1868 году, а в следующем году был назначен корнетом. В 1872 году он получил звание капитана и в 1879 году командовал полком в звании подполковника. Он был командиром полка дольше всех, оставаясь на этой должности до 1901 года, а затем став его почетным полковником в 1908 году. Он также был лордом-лейтенантом Хартфордшира с 1893 по 1914 год.

## Спортивная карьера
Лорд Кларендон сделал одно известное выступление в первоклассном крикете Кембриджского университета в 1865 году. Он был правшой игроком с битой и быстрым боулером с круглыми руками. Четверо его дядей, Джеймс, Эдвард, Роберт и Фрэнсис Гримстон играли в первоклассный крикет, как и его двоюродный брат Уолтер Гримстон. В 1890—1896 годах лорд Кларендон был членом футбольного комитета спортивного клуба Западного Хартфордшира, председательствуя на некоторых заседаниях. За этот период клуб выиграл три Кубка Herts Senior Cup за четыре года, не попадая в него в следующем году. Эта футбольная команда позже стала известна как Футбольный клуб Уотфорд.

## Семья
6 сентября 1876 года лорд Кларендон женился первым браком на леди Кэролайн Элизабет Агар (21 марта 1857 — 9 мая 1894), дочери Джеймса Агара, 3-го графа Нормантона (1818—1896). От первого брака у него было двое дети:
- Джордж Герберт Хайд Вильерс, 6-й граф Кларендон (7 июня 1877 — 13 декабря 1955)
- Леди Эдит Вильерс (8 ноября 1878 — 1 августа 1935), вышла замуж за Пирса Эдгкамб, 5-го графа Маунт-Эджкамба (1865—1944).

5 августа 1900 года он женился вторым браком на Эмме Мэри Августе Хэтч (1855 — 9 марта 1935), дочери генерал-лейтенанта Джорджа Клиффа Хэтча. Её первым мужем был майор достопочтенный Эдвард Роден Бурк (1835—1907), от брака с которым у неё было пятеро детей. Второй брак был бездетным.
Лорд Кларендон умер в октябре 1914 года в The Grove, Уотфорд, графство Хартфордшир, в возрасте 68 лет, и ему наследовал графство его единственный сын Джордж.
Ему принадлежало 2300 акров земли в графстве Хартфордшир.

## Художественное
Его скульптуру создала Мэри Паунолл около 1900 года.

## Награды

### Британские награды
- Кавалер Большого креста Ордена Бани (1902)[8][9]
- Кавалер Большого креста Королевского Викторианского ордена (1905).
- Территориальная награда[3]

### Иностранные награды
- Кавалер 1-й степени Ордена Красного Орла (1899 год, в связи с визитом императора Вильгельма II в Великобританию)[10].